# Kramolín (district de Plzeň-Sud)
Pour les articles homonymes, voir Kramolín.
Kramolín (en allemand : Kramolin) est une commune du district de Plzeň-Sud, dans la région de Plzeň, en République tchèque. Sa population s'élevait à 114 habitants en 2022.

## Géographie
Kramolín se trouve à 5 km au sud du centre de Nepomuk, à 36 km au sud-sud-est de Plzeň et à 94 km au sud-ouest de Prague.
La commune est limitée par Kozlovice au nord, par Mileč à l'est, par Myslív au sud, et par Polánka à l'ouest.

## Histoire
La première mention écrite de la localité date de 1437.

## Galerie

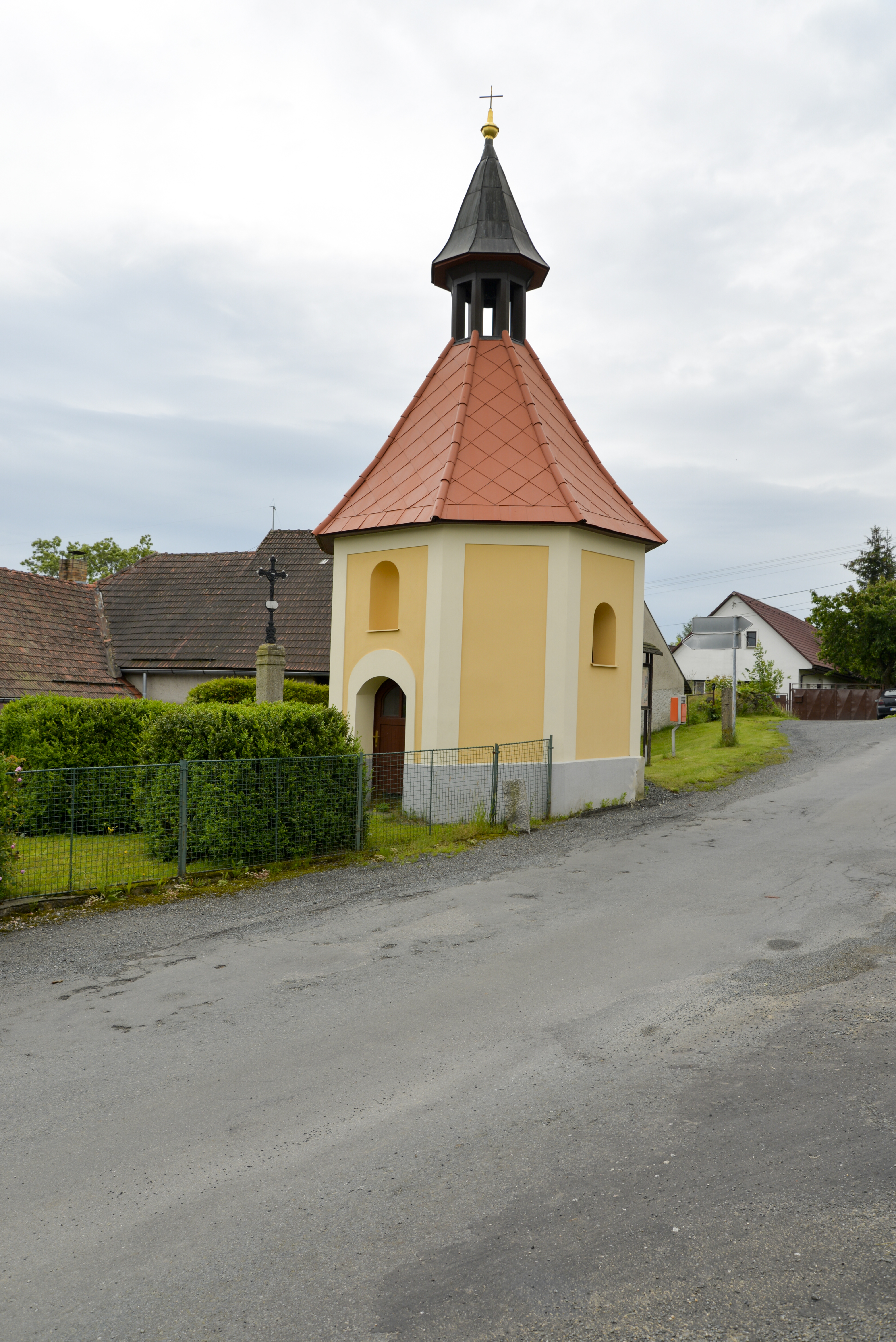
Chapelle à Kramolín.
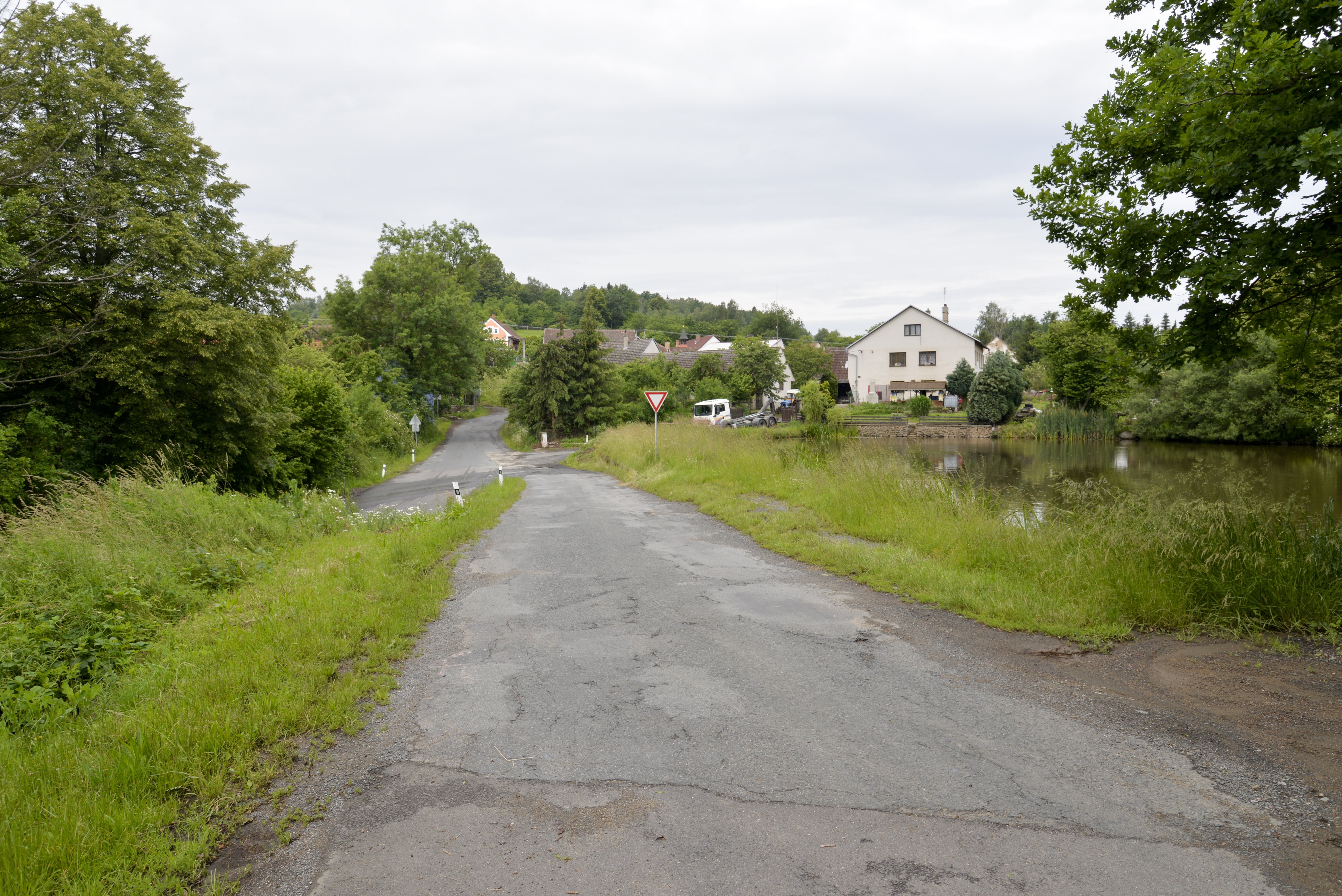
Étang à Kramolín.

## Transports
Par la route, Kramolín se trouve à 5 km de Nepomuk, à 41 km de Plzeň et à 113 km de Prague.